# Kim Suk-soo
Kim Suk-soo (hangul: 김석수; ur. 20 listopada 1932) – południowokoreański prawnik, polityk, od 10 września 2002 do 24 lutego 2003 premier Korei Południowej (do 4 października jako pełniący obowiązki).
W 1956 ukończył Yonsei University ze stopniem magistra prawa, dwa lata później zdał egzamin sędziowski. Pracował w różnych sądach w okręgach Pusan i Seul, do 1963 w wojskowych, a następnie cywilnych. W 1988 został mianowany szefem sędziów w okręgu Pusan, a następnie wiceministrem ds. administracji sądami. Od 1991 był sędzią w Sądzie Najwyższym i od 1993 do 1997 szefował Komisji Wyborczej. Do czasu powołania na urząd szefa rządu pracował jako dyrektor w Samsung Electronics.
Po tym, jak dwoje poprzednich kandydatów na premiera nie uzyskało wotum zaufania, prezydent Kim Dae-jung postanowił nominować niekontrowersyjnego Kima Suk-soo na to stanowisko z dniem 10 września 2002. 5 października uzyskał wotum zaufania w parlamencie, gdzie większość miała opozycja, stosunkiem głosów 210 do 31. Funkcję pełnił do końca kadencji prezydenta w lutym 2003. Pracował później jako radca prawny w korporacji DR & AJU, a w 2013 został dyrektorem na Yonsei University.
Żonaty z Eom Yoom-song, ma czwórkę dzieci.